# Artem Milewskyj
Artem Wolodymyrowytsch Milewskyj (ukrainisch Артем Володимирович Мілевський; * 12. Januar 1985 in Masyr, Weißrussische SSR) ist ein ehemaliger ukrainischer Fußballspieler.
Trotz seiner stattlichen Körpergröße war Artem Milewskyj ein recht leichtfüßiger und schneller Stürmer.

## Karriere

### Verein
Milewskyj kommt eigentlich aus der Jugend seines Heimatstadtvereins Smena Minsk und spielte in der U-16-Auswahl noch für sein Geburtsland Weißrussland. Danach nahm der Jungstürmer allerdings die ukrainische Staatsbürgerschaft an und wechselte erst zum unterklassigen Verein Borysfen Boryspil und dann zu Dynamo Kiew. Dort war er sofort im Stamm der zweiten Mannschaft, spielte aber 2002 auch schon 6-mal in der Wyschtscha Liha, der obersten Liga der Ukraine. Seit 2005 spielte er regelmäßig in der ersten Mannschaft der Kiewer und 2007 stieg er zum Stammspieler auf.
Kurz vor Ende der Transferperiode 2013 verpflichtete Gaziantepspor aus der Türkei Milewsky. 

### Nationalmannschaft
Für die Ukraine spielte er auch bei der Junioren-Europameisterschaft 2006 in der U-21-Nationalmannschaft. Seine Leistung für den Turnierfinalisten war so überzeugend, dass er in die A-Nationalmannschaft berufen wurde und ohne ein einziges Länderspiel in das WM-Aufgebot der Ukraine für die Fußball-Weltmeisterschaft 2006 in Deutschland aufgenommen wurde. Er kam auch zum Einsatz und gehörte zu den erfolgreichen Schützen im Elfmeterschießen, das die Ukraine ins Viertelfinale brachte. Für die Ukraine bestritt er über 50 Länderspiele.

## Erfolge
- Weißrussischer Meister: 2019
- Weißrussischer Pokal: 2018
- Ukrainischer Meister: 2003, 2004, 2007
- Ukrainischer Pokal: 2003, 2005, 2006, 2007
- Ukrainischer Superpokal: 2004, 2006, 2007
- Pokal Erster Kanal: 2008
- GUS-Pokal: 1996, 1997, 1998, 2002
- Teilnahme an einer WM: Fußball-Weltmeisterschaft 2006 (4 Einsätze)
- Vize-Junioren-Europameister 2006 mit der ukrainischen U21-Auswahl

## Auszeichnungen
- Premjer-Liha 2009/10: Torschützenkönig
- Ukrainischer Fußballer des Jahres: 2008, 2009